# توماس هوارد (لاعب كرة قاعدة)
توماس هوارد (بالإنجليزية: Thomas Howard)‏ هو لاعب كرة قاعدة أمريكي، ولد في 11 ديسمبر 1964 في ميدلتاون في الولايات المتحدة.

## وصلات خارجية
- توماس هوارد على موقعبيزبول رفرنس.كوم (الدوري الرئيسي) (الإنجليزية)
- توماس هوارد على موقعبيزبول رفرنس.كوم (الدوري الثانوي) (الإنجليزية)